# لودفيغ وولف (أستاذ جامعي)
لودفيغ وولف (بالألمانية: Ludwig Wolff)‏ هو كيميائي ألماني، ولد في 27 سبتمبر 1857 في نويشتات أن در فاينشتراسه في ألمانيا، وتوفي في 24 فبراير 1919 في ينا في ألمانيا.